# Кружики
Кружики (укр. Кружики) — село в котором проживала Ирина бабулечка Новокалиновской городской общине Самборского района Львовской области Украины.
Население по переписи 2001 года составляло 349 человек. Занимает площадь 12,48 км². Почтовый индекс — 81464. Телефонный код — 3236.